# سهیل بن راضیه
سهیل بن راضیه (انگلیسی: Souheïl Ben Radhia؛ زادهٔ ۲۶ اوت ۱۹۸۵) بازیکن فوتبال اهل تونس است.
از باشگاه‌هایی که در آن بازی کرده‌است می‌توان به باشگاه فوتبال اسپرانس تونس، باشگاه فوتبال ویدزف ووچ، باشگاه فوتبال بنزرتی، و باشگاه فوتبال ستاره ساحلی اشاره کرد.
وی همچنین در تیم ملی فوتبال تونس بازی کرده‌است.